# Forst-Längenbühl
Forst-Längenbühl es una comuna suiza del cantón de Berna, situada en el distrito administrativo de Thun. Limita al norte con la comuna de Gurzelen, al este con Uetendorf y Thierachern, al sur con Uebeschi y Blumenstein, y al oeste con Wattenwil.
Creada el 1 de enero de 2007, de la fusión de las comunas de Forst y Längenbühl. Hasta el 31 de diciembre de 2009 situada en el distrito de Thun.